# 世界一流大学和一流学科建设
世界一流大学和一流学科建设，简称双一流，是中华人民共和国自2015年开始实施的高等教育政策，目标是在21世纪中叶建成高等教育强国。2017年9月21日，教育部公布了高校建設名單，共有140所高校的465個一流學科入選。2022年2月14日，经国务院批准，第二轮“双一流”建设高校及建设学科名单由教育部、财政部、国家发展改革委印发，新增7所高校入选“双一流”建设行列，“双一流”高校数量共计147所。
“双一流”更加强调学科（群）建设，通过世界一流学科的建设带动世界一流大学整体建设，最终将“双一流”高校整体建设成为世界一流大学。

## 背景

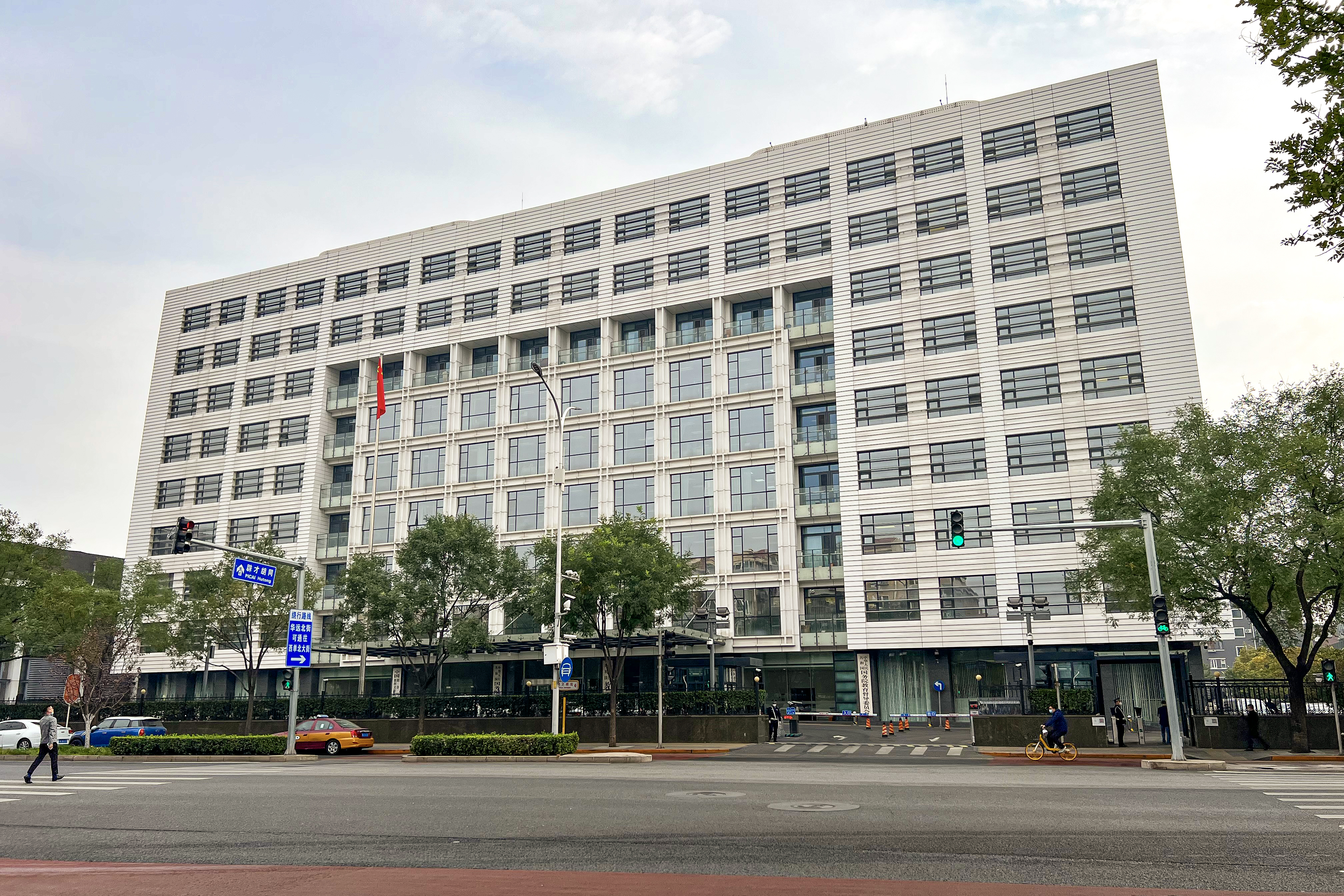
中华人民共和国教育部

1990年代，中华人民共和国相继实施“211工程”和“985工程”，部分高校与专业學科取得重大发展，高校的實力增加。但是这两项工程存在入选高校身份固化、競爭缺失、重復交叉、高校资源不均等問題，有改變計畫、加強資源整合的需要。
2011年，中国实施高等学校创新能力提升计划（2011计划），取消终身制，强调高校合作，促进发展，2015年后，2011计划资金并入双一流建设。2020年后，2011计划重点项目并入双一流建设。
從2007年—2014年，中华人民共和国教育部每年都会在工作要点中提及“985工程”和“211工程”，其中2013年首次谈到了“加快建设一流大学和重点学科”，自2014年起的工作要点中都谈到了“双一流”建设，而自2015年起的工作要点中已不见“985工程”和“211工程”。

## 历史
2015年8月18日，中共中央总书记习近平主持的中共中央全面深化改革领导小组第15次会议审议通过《统筹推进世界一流大学和一流学科建设总体方案》。2015年10月24日，国务院印发《统筹推进世界一流大学和一流学科建设总体方案》，自2016年起针对大学以及学科建设明确提出了“双一流”的任务要求，分三个阶段制定了时间表，通过世界一流学科的建设带动世界一流大学的建设，其中将“基本建成高等教育强国”的最终目标节点定于21世纪中叶。
2016年2月4日，教育部印发《教育部2016年工作要点》，要求加快一流大学和一流学科建设，制订“双一流”实施办法。2016年6月3日，《教育部 国务院学位委员会 国家语委关于宣布失效一批规范性文件的通知》发出，决定根据《国务院办公厅关于做好行政法规部门规章和文件清理工作有关事项的通知》（国办函〔2016〕12号）的要求，宣布失效一批规范性文件，其中包括《关于继续实施“985工程”建设项目的意见》、《关于补充高等教育“211工程”三期建设规划的通知》、《关于实施“重点特色学科项目”的意见》、《关于继续实施“优秀学科创新平台”建设的意见》等。前两份文件是985工程、211工程建设的主要依据；后两份文件被视作非211工程院校获得重点扶持的红头文件。2016年6月29日，針對宣布部分“985工程”與“211工程”文件失效，教育部表示，将对新时期高等教育重点建设作出新部署，985工程、211工程、优势学科创新平台还有特色重点学科建设等，这些重点特色建设项目都将纳入“双一流”。目前教育部等部门正研究制定实施办法和配套政策，于2016年内启动“双一流”建设。

### 第一轮建设
2017年1月25日，教育部、财政部、国家发展改革委印发《统筹推进世界一流大学和一流学科建设实施办法（暂行）》，提出每五年一个建设周期，2016年开始新一轮建设，建设高校实行总量控制、开放竞争、动态调整，同时该《办法》还提出设立世界一流大学和一流学科建设专家委员会。2017年3月12日，第十二届全国人民代表大会第五次会议新闻中心举行记者会，邀请教育部部长陈宝生就“教育改革发展”的相关问题回答中外记者提问。陈宝生表示，“双一流”要建设世界一流大学、一流学科，其定性是“中国特色、世界一流”，标准是中国特色和世界一流的有机融合，“双一流”建设不是“985工程”、“211工程”的翻版、升级版、山寨版；部属高校和地方高校在“双一流”遴选范围中是平等的，分为“大学”和“学科”两类进行遴选，通过“竞争优选、专家评选、政府比选、动态筛选”产生，高校和学科通过竞争，经世界一流大学和一流学科建设专家委员会评选形成初步名单，由政府根据服务于国家战略来比选确定，确定后的名单不像“985工程”、“211工程”那样是终身制的，而是有周期性的动态筛选。2017年9月21日，教育部、财政部、国家发展改革委公布了世界一流大学和一流学科建设高校及建设学科的名单。共有140所高校、465个学科入选“双一流”名单。
2021年12月17日，中共中央总书记习近平主持召开中央全面深化改革委员会第二十三次会议，审议通过了《关于深入推进世界一流大学和一流学科建设的若干意见》。

### 第二轮建设
2022年2月8日，教育部在官网发布2022年工作要点明确提出“逐步淡化一流大学建设高校和一流学科建设高校的身份色彩”，将一流大学建设高校和一流学科建设高校统称为“双一流”建设高校。
2022年2月14日，经中央全面深化改革委员会第二十三次会议审议通过，《关于深入推进世界一流大学和一流学科建设的若干意见》由教育部、财政部、国家发展改革委印发。经国务院批准，“双一流”建设高校及建设学科名单更新公布。根据第二轮“双一流”建设高校及建设学科名单，新增7所高校入选“双一流”建设行列，“双一流”高校数量共有147所，另外其中15所高校的16个双一流学科被警示或撤销。

## 内容

### 目标
根据《统筹推进世界一流大学和一流学科建设总体方案》，各个大学将通过一流学科的建设带动大学整体的发展并最终建成世界一流大学，统筹推进一流大学和一流学科建设将分三步走：
1. 2020年，若干所大学和一批学科进入世界一流行列，若干学科进入世界一流学科前列。
2. 2030年，更多的大学和学科进入世界一流行列，若干所大学进入世界一流前列，一批学科进入世界一流学科前列，高等教育整体实力显著提升。
3. 21世纪中叶，一流大学和一流学科的数量和实力进入世界前列，基本建成高等教育强国[1]。

### 特色
2016年6月，教育部官员表示，“双一流”建设的评审标准、资金分布将更注重学科建设，而不是像“985工程”、“211工程”那样向确定的高校拨款，在遴选上加入滚动淘汰机制，“双一流”建设方案将给之前未入选“985工程”、“211工程”的高校机会，而且以前入选“985工程”、“211工程”的高校也不一定会被列入“双一流”建设。但在最終名單中，原985工程高校均進入了一流大學建設名單，原211工程高校均至少有一個學科進入一流學科建設名單。

## 名单

### 第二轮
共有147所學校入选，其中新增了山西大学、湘潭大学、南京医科大学、华南农业大学、南方科技大学、广州医科大学、上海科技大学7所高校，没有高校退出，但有15所高校的共16个学科被警示或撤销。
与上一轮相比，第二轮建设名单最大的区别是不再区分一流大学建设高校和一流学科建设高校，亦不再有“A类B类”的区分。
| 第二轮“双一流”建设高校及建设学科名单（按院校代号排序） | 第二轮“双一流”建设高校及建设学科名单（按院校代号排序） | 第二轮“双一流”建设高校及建设学科名单（按院校代号排序） |
| 學校                                                   | 學科數                                                 | 学科名称 |
| ------------------------------------------------------ | ------------------------------------------------------ | --- |
| 北京大学                                               |                                                        | （自主确定建设学科并自行公布） |
| 中国人民大学                                           | 14                                                     | 哲学、理论经济学、应用经济学、法学、政治学、社会学、马克思主义理论、新闻传播学、中国史、统计学、工商管理、农林经济管理、公共管理、图书情报与档案管理                                                                                               |
| 清华大学                                               |                                                        | （自主确定建设学科并自行公布） |
| 北京交通大学                                           | 1                                                      | 系统科学 |
| 北京工业大学                                           | 1                                                      | 土木工程 |
| 北京航空航天大学                                       | 8                                                      | 力学、仪器科学与技术、材料科学与工程、控制科学与工程、计算机科学与技术、交通运输工程、航空宇航科学与技术、软件工程 |
| 北京理工大学                                           | 4                                                      | 物理学、材料科学与工程、控制科学与工程、兵器科学与技术 |
| 北京科技大学                                           | 4                                                      | 科学技术史、材料科学与工程、冶金工程、矿业工程 |
| 北京化工大学                                           | 1                                                      | 化学工程与技术 |
| 北京邮电大学                                           | 2                                                      | 信息与通信工程、计算机科学与技术 |
| 中国农业大学                                           | 9                                                      | 生物学、农业工程、食品科学与工程、作物学、农业资源与环境、植物保护、畜牧学、兽医学、草学 |
| 北京林业大学                                           | 2                                                      | 风景园林学、林学 |
| 北京协和医学院                                         | 5                                                      | 生物学、生物医学工程、临床医学、公共卫生与预防医学、药学 |
| 北京中医药大学                                         | 3                                                      | 中医学、中西医结合、中药学 |
| 北京师范大学                                           | 12                                                     | 哲学、教育学、心理学、中国语言文学、外国语言文学、中国史、数学、地理学、系统科学、生态学、环境科学与工程、戏剧与影视学 |
| 首都师范大学                                           | 1                                                      | 数学 |
| 北京外国语大学                                         | 1                                                      | 外国语言文学 |
| 中国传媒大学                                           | 2                                                      | 新闻传播学、戏剧与影视学 |
| 中央财经大学                                           | 1                                                      | 应用经济学 |
| 对外经济贸易大学                                       | 1                                                      | 应用经济学 |
| 外交学院                                               | 1                                                      | 政治学 |
| 中国人民公安大学                                       | 1                                                      | 公安学 |
| 北京体育大学                                           | 1                                                      | 体育学 |
| 中央音乐学院                                           | 1                                                      | 音乐与舞蹈学 |
| 中国音乐学院                                           | 1                                                      | 音乐与舞蹈学 |
| 中央美术学院                                           | 2                                                      | 美术学、设计学 |
| 中央戏剧学院                                           | 1                                                      | 戏剧与影视学 |
| 中央民族大学                                           | 1                                                      | 民族学 |
| 中国政法大学                                           | 1                                                      | 法学 |
| 南开大学                                               | 6                                                      | 应用经济学、世界史、数学、化学、统计学、材料科学与工程 |
| 天津大学                                               | 5                                                      | 化学、材料科学与工程、动力工程及工程热物理、化学工程与技术、管理科学与工程 |
| 天津工业大学                                           | 1                                                      | 纺织科学与工程 |
| 天津医科大学                                           | 1                                                      | 临床医学 |
| 天津中医药大学                                         | 1                                                      | 中药学 |
| 华北电力大学                                           | 1                                                      | 电气工程 |
| 河北工业大学                                           | 1                                                      | 电气工程 |
| 山西大学                                               | 2                                                      | 哲学、物理学 |
| 太原理工大学                                           | 1                                                      | 化学工程与技术 |
| 内蒙古大学                                             | 1                                                      | 生物学 |
| 辽宁大学                                               | 1                                                      | 应用经济学 |
| 大连理工大学                                           | 3                                                      | 力学、机械工程、化学工程与技术 |
| 东北大学                                               | 2                                                      | 冶金工程、控制科学与工程 |
| 大连海事大学                                           | 1                                                      | 交通运输工程 |
| 吉林大学                                               | 6                                                      | 考古学、数学、物理学、化学、生物学、材料科学与工程 |
| 延边大学                                               | 1                                                      | 外国语言文学 |
| 东北师范大学                                           | 6                                                      | 马克思主义理论、教育学、世界史、化学、统计学、材料科学与工程 |
| 哈尔滨工业大学                                         | 8                                                      | 力学、机械工程、材料科学与工程、控制科学与工程、计算机科学与技术、土木工程、航空宇航科学与技术、环境科学与工程 |
| 哈尔滨工程大学                                         | 1                                                      | 船舶与海洋工程 |
| 东北农业大学                                           | 1                                                      | 畜牧 |
| 东北林业大学                                           | 2                                                      | 林业工程、林学 |
| 复旦大学                                               | 20                                                     | 哲学、应用经济学、政治学、马克思主义理论、中国语言文学、外国语言文学、中国史、数学、物理学、化学、生物学、生态学、材料科学与工程、环境科学与工程、基础医学、临床医学、公共卫生与预防医学、中西医结合、药学、集成电路科学与工程                     |
| 同济大学                                               | 8                                                      | 生物学、建筑学、土木工程、测绘科学与技术、环境科学与工程、城乡规划学、风景园林学、设计学 |
| 上海交通大学                                           | 18                                                     | 数学、物理学、化学、生物学、机械工程、材料科学与工程、电子科学与技术、信息与通信工程、控制科学与工程、计算机科学与技术、土木工程、化学工程与技术、船舶与海洋工程、基础医学、临床医学、口腔医学、药学、工商管理                                     |
| 华东理工大学                                           | 3                                                      | 化学、材料科学与工程、化学工程与技术 |
| 东华大学                                               | 2                                                      | 材料科学与工程、纺织科学与工程 |
| 上海海洋大学                                           | 1                                                      | 水产 |
| 上海中医药大学                                         | 2                                                      | 中医学、中药学 |
| 华东师范大学                                           | 3                                                      | 教育学、生态学、统计学 |
| 上海外国语大学                                         | 1                                                      | 外国语言文学 |
| 上海财经大学                                           | 1                                                      | 应用经济学 |
| 上海体育学院                                           | 1                                                      | 体育学 |
| 上海音乐学院                                           | 1                                                      | 音乐与舞蹈学 |
| 上海大学                                               | 1                                                      | 机械工程 |
| 南京大学                                               | 16                                                     | 哲学、理论经济学、中国语言文学、外国语言文学、物理学、化学、天文学、大气科学、地质学、生物学、材料科学与工程、计算机科学与技术、化学工程与技术、矿业工程、环境科学与工程、图书情报与档案管理                                                       |
| 苏州大学                                               | 1                                                      | 材料科学与工程 |
| 东南大学                                               | 12                                                     | 机械工程、材料科学与工程、电子科学与技术、信息与通信工程、控制科学与工程、计算机科学与技术、建筑学、土木工程、交通运输工程、生物医学工程、风景园林学、艺术学理论                                                                                   |
| 南京航空航天大学                                       | 3                                                      | 力学、控制科学与工程、航空宇航科学与技术 |
| 南京理工大学                                           | 1                                                      | 兵器科学与技术 |
| 中国矿业大学                                           | 2                                                      | 矿业工程、安全科学与工程 |
| 南京邮电大学                                           | 1                                                      | 电子科学与技术 |
| 河海大学                                               | 2                                                      | 水利工程、环境科学与工程 |
| 江南大学                                               | 2                                                      | 轻工技术与工程、食品科学与工程 |
| 南京林业大学                                           | 1                                                      | 林业工程 |
| 南京信息工程大学                                       | 1                                                      | 大气科学 |
| 南京农业大学                                           | 2                                                      | 作物学、农业资源与环境 |
| 南京医科大学                                           | 1                                                      | 公共卫生与预防医学 |
| 南京中医药大学                                         | 1                                                      | 中药学 |
| 中国药科大学                                           | 1                                                      | 中药学 |
| 南京师范大学                                           | 1                                                      | 地理学 |
| 浙江大学                                               | 21                                                     | 化学、生物学、生态学、机械工程、光学工程、材料科学与工程、动力工程及工程热物理、电气工程、控制科学与工程、计算机科学与技术、土木工程、农业工程、环境科学与工程、软件工程、园艺学、植物保护、基础医学、临床医学、药学、管理科学与工程、农林经济管理 |
| 中国美术学院                                           | 1                                                      | 美术学 |
| 安徽大学                                               | 1                                                      | 材料科学与工程 |
| 中国科学技术大学                                       | 11                                                     | 数学、物理学、化学、天文学、地球物理学、生物学、科学技术史、材料科学与工程、计算机科学与技术、核科学与技术、安全科学与工程 |
| 合肥工业大学                                           | 1                                                      | 管理科学与工程 |
| 厦门大学                                               | 6                                                      | 教育学、化学、海洋科学、生物学、生态学、统计学 |
| 福州大学                                               | 1                                                      | 化学 |
| 南昌大学                                               | 1                                                      | 材料科学与工程 |
| 山东大学                                               | 4                                                      | 中国语言文学、数学、化学、临床医学 |
| 中国海洋大学                                           | 2                                                      | 海洋科学、水产 |
| 中国石油大学（华东）                                   | 2                                                      | 地质资源与地质工程、石油与天然气工程 |
| 郑州大学                                               | 3                                                      | 化学、材料科学与工程、临床医学 |
| 河南大学                                               | 1                                                      | 生物学 |
| 武汉大学                                               | 11                                                     | 理论经济学、法学、马克思主义理论、化学、地球物理学、生物学、土木工程、水利工程、测绘科学与技术、口腔医学、图书情报与档案管理 |
| 华中科技大学                                           | 9                                                      | 机械工程、光学工程、材料科学与工程、动力工程及工程热物理、电气工程、计算机科学与技术、基础医学、临床医学、公共卫生与预防医学 |
| 中国地质大学（武汉）                                   | 2                                                      | 地质学、地质资源与地质工程 |
| 武汉理工大学                                           | 1                                                      | 材料科学与工程 |
| 华中农业大学                                           | 5                                                      | 生物学、园艺学、畜牧学、兽医学、农林经济管理 |
| 华中师范大学                                           | 3                                                      | 政治学、教育学、中国语言文学 |
| 中南财经政法大学                                       | 1                                                      | 法学 |
| 湘潭大学                                               | 1                                                      | 数学 |
| 湖南大学                                               | 3                                                      | 化学、机械工程、电气工程 |
| 中南大学                                               | 5                                                      | 数学、材料科学与工程、冶金工程、矿业工程、交通运输工程 |
| 湖南师范大学                                           | 1                                                      | 外国语言文学 |
| 中山大学                                               | 11                                                     | 哲学、数学、化学、生物学、生态学、材料科学与工程、电子科学与技术、基础医学、临床医学、药学、工商管理 |
| 暨南大学                                               | 1                                                      | 药学 |
| 华南理工大学                                           | 4                                                      | 化学、材料科学与工程、轻工技术与工程、食品科学与工程 |
| 华南农业大学                                           | 1                                                      | 作物学 |
| 广州医科大学                                           | 1                                                      | 临床医学 |
| 广州中医药大学                                         | 1                                                      | 中医学 |
| 华南师范大学                                           | 1                                                      | 物理学 |
| 海南大学                                               | 1                                                      | 作物学 |
| 广西大学                                               | 1                                                      | 土木工程 |
| 四川大学                                               | 6                                                      | 数学、化学、材料科学与工程、基础医学、口腔医学、护理学 |
| 重庆大学                                               | 3                                                      | 机械工程、电气工程、土木工程 |
| 西南交通大学                                           | 1                                                      | 交通运输工程 |
| 电子科技大学                                           | 2                                                      | 电子科学与技术、信息与通信工程 |
| 西南石油大学                                           | 1                                                      | 石油与天然气工程 |
| 成都理工大学                                           | 1                                                      | 地质资源与地质工程 |
| 四川农业大学                                           | 1                                                      | 作物学 |
| 成都中医药大学                                         | 1                                                      | 中药学 |
| 西南大学                                               | 2                                                      | 教育学、生物学 |
| 西南财经大学                                           | 1                                                      | 应用经济学 |
| 贵州大学                                               | 1                                                      | 植物保护 |
| 云南大学                                               | 2                                                      | 民族学、生态学 |
| 西藏大学                                               | 1                                                      | 生态学 |
| 西北大学                                               | 2                                                      | 考古学、地质学 |
| 西安交通大学                                           | 8                                                      | 力学、机械工程、材料科学与工程、动力工程及工程热物理、电气工程、控制科学与工程、管理科学与工程、工商管理 |
| 西北工业大学                                           | 3                                                      | 机械工程、材料科学与工程、航空宇航科学与技术 |
| 西安电子科技大学                                       | 2                                                      | 信息与通信工程、计算机科学与技术 |
| 长安大学                                               | 1                                                      | 交通运输工程 |
| 西北农林科技大学                                       | 2                                                      | 植物保护、畜牧学 |
| 陕西师范大学                                           | 1                                                      | 中国语言文学 |
| 兰州大学                                               | 4                                                      | 化学、大气科学、生态学、草学 |
| 青海大学                                               | 1                                                      | 生态学 |
| 宁夏大学                                               | 1                                                      | 化学工程与技术 |
| 新疆大学                                               | 3                                                      | 马克思主义理论、化学、计算机科学与技术 |
| 石河子大学                                             | 1                                                      | 化学工程与技术 |
| 中国矿业大学（北京）                                   | 2                                                      | 矿业工程、安全科学与工程 |
| 中国石油大学（北京）                                   | 2                                                      | 地质资源与地质工程、石油与天然气工程 |
| 中国地质大学（北京）                                   | 2                                                      | 地质学、地质资源与地质工程 |
| 宁波大学                                               | 1                                                      | 力学 |
| 南方科技大学                                           | 1                                                      | 数学 |
| 上海科技大学                                           | 1                                                      | 材料科学与工程 |
| 中国科学院大学                                         | 2                                                      | 化学、材料科学与工程 |
| 国防科技大学                                           | 5                                                      | 信息与通信工程、计算机科学与技术、航空宇航科学与技术、软件工程、管理科学与工程 |
| 海军军医大学                                           | 1                                                      | 基础医学 |
| 空军军医大学                                           | 1                                                      | 临床医学 |

#### 警示（含撤銷）
| 公開警示（含撤銷）的建設學科 | 公開警示（含撤銷）的建設學科 | 公開警示（含撤銷）的建設學科         |
| 學校                         | 學科數                       | 学科名称                             |
| ---------------------------- | ---------------------------- | ------------------------------------ |
| 北京中医药大学               | 1                            | 中藥學                               |
| 内蒙古大学                   | 1                            | 生物學                               |
| 辽宁大学                     | 1                            | 應用經濟學                           |
| 东北师范大学                 | 1                            | 数学（予以撤销，调整为教育学）       |
| 延边大学                     | 1                            | 外国语言文学                         |
| 上海财经大学                 | 1                            | 统计学（予以撤销，调整为应用经济学） |
| 宁波大学                     | 1                            | 力学                                 |
| 安徽大学                     | 1                            | 材料科学与工程                       |
| 华中师范大学                 | 1                            | 中国语言文学                         |
| 中南财经政法大学             | 1                            | 法学                                 |
| 广西大学                     | 1                            | 土木工程                             |
| 西藏大学                     | 1                            | 生态学                               |
| 宁夏大学                     | 1                            | 化学工程与技术                       |
| 新疆大学                     | 2                            | 化学、计算机科学与技术               |
| 海军军医大学                 | 1                            | 基础医学                             |